# Полювання на привидів (фільм)
Полювання на привидів (англ. Chasing Ghosts) — американський трилер 2005 року.

## Сюжет
Впливові бандити один за одним стають жертвами таємничого вбивці, який не залишає ніяких слідів. Детектив Кевін Гаррісон разом з напарником Коулом Девісом береться за цю справу напередодні свого виходу у відставку. Але у поліції немає жодних доказів, за винятком знущальних послань вбивці, який ніби грає зі слідчим.

## У ролях
| Актор            | Роль                      |
| ---------------- | ------------------------- |
| Майкл Медсен     | Кевін Гаррісон            |
| Корі Лардж       | Коул Девіс / Керіс Алфірі |
| Шеннін Соссамон  | Тейлор Спенсер            |
| Міт Лоаф         | Річард Валбруно           |
| Гері Б'юзі       | Маркос Алфірі             |
| Шон Вейлен       | Маршалл                   |
| Локлін Манро     | Джон Турбіно              |
| Том Райт         | Том Шилдс                 |
| Майкл Рукер      | Марк Спенсер              |
| Денні Трехо      | Карлос Сантьяго           |
| Джеймс Дюваль    | Дмитрі Парраматті         |
| Патрік Кілпатрик | Ніл                       |